# 海部森林組合

## 概要
海部森林組合(かいふしんりんくみあい)は、徳島県海部郡海陽町に所在する森林所有者による協同組合である。地域の林業振興および森林資源の持続可能な活用を目的として設立され、地元の製材業者や建築設計士、大工などと連携して国産材の地産地消を推進している。特に、木造住宅「かいふの木の家」プロジェクトを通じて、森林資源の循環利用および地域経済の活性化に寄与している。

## 労働問題

### 書類送検（2024年7月16日）
2024年4月に阿南労働基準監督署による立ち入り調査が行われ、2022年11月および12月に発生した労働災害について、発生場所を偽って報告した虚偽申告が発覚した。これを受け、同年7月16日、労働安全衛生法違反の疑いにより、海部森林組合が書類送検された。組合側も一部の労災隠しを認めたとされる。

### 略式起訴（2024年12月13日）
上記の件に関連して、2024年12月13日には同組合が略式起訴された。起訴内容は、労働災害に関する虚偽報告および報告義務違反であり、これにより労働者の安全確保に関する法的義務を果たしていなかったとされる。

### 労働基準法違反に関する未公表情報
なお、出退勤記録の不適切な管理や労働時間の虚偽報告など、労働基準法に関わる別の違反行為についても指摘されているが、これらは現時点で公的機関や報道機関による公表が確認されておらず、第三者による検証もなされていない。これに関する情報は、市民による情報共有サイトに掲載されている 。